# Porsgrunn Station
Porsgrunn Station (Porsgrunn stasjon) er en jernbanestation på Vestfoldbanen, der ligger i byen Porsgrunn i Norge. Stationen betjenes af NSB's regionaltog mellem Skien og Eidsvoll. Desuden er den endestation for Bratsbergbanens tog via Skien til Notodden. Derudover ligger der en busterminal ved stationen.
Stationen åbnede 24. november 1882, da Vestfoldbanen blev forlænget fra Larvik til Skien. Den oprindelige stationsbygning var tegnet af Balthazar Lange og var inspireret af den daværende byggestil for stationerne på Østfoldbanen. Den nuværende stationsbygning blev opført i røde mursten efter tegninger af Arvid Sundby og Julia Kristiansen ved NSB Arkitektkontor i 1960. Stationen har været ubemandet siden 2002.
Hvis den projekterede sammenkobling af Vestfoldbanen og Sørlandsbanen, Grenlandsbanen, bliver til virkelighed, kommer den nye strækning formentlig til at gå mellem Porsgrunn og Skorstøl i Gjerstad kommune. Om det vil medføre en flytning af stationen er uvist.